# 太陽の恋人 アグネス・ラム
『太陽の恋人 アグネス・ラム』（たいようのこいびとアグネス・ラム）は、1976年東映製作・配給によるアグネス・ラム主演の短編映画。

## 概要
ハワイの灼熱の太陽で焼いた小麦色のハダ、豊かな肉体に似合わぬ愛くるしい顔立ちで、当時の各種マスメディアのグラビアを独占中で、この年最高のアイドルとも称されたアグネス・ラムを商売熱心な東映がひと稼ぎとばかり、1976年8月7日から3日間、アグネスの地元ハワイにスタッフを送り込み、アグネスの魅力を余すことなく活写した。アグネスは「来る、来る（来日する）」と期待させながら、なかなか来日せず、ファンを焦らしまくっていたため、タイムリーな企画といえた。
ハワイオアフ島東南部を中心にロケ。意外にカーキチなアグネスは、愛車・カルマンギアやMGを駆ってドライブを楽しむ。その他、テニスに乗馬、ショッピング、スケートボード、愛犬ドーベルマンと遊んだり、ハワイのビーチで戯れたり、当時社会現象を起こすほどの人気を集めたアグネス・ラムのハワイでの日常を点描する25分の短編映画。劇中、アグネスがプールサイドでインタビューに答えるシーン（英語）があり、アグネスの肉声（CMでは"ホッ"、"フルーチェね"がある）を日本のファンが聞いたのはこれが初めてだった。
　

## 製作経緯
1976年に雑誌のグラビアやテレビCMを独占したアグネス・ラムの人気を当て込み、東映は撮影クルーをハワイに派遣、今日いうイメージビデオ的小品をスピーディに作り上げた。

## キャスト
- アグネス・ラム

## スタッフ
- 監督：三堀篤
- 企画：足立和・星野和子
- 撮影：倉橋良宏
- 録音：波多野勲
- 編集：千蔵豊
- 音楽：高中正義

### 音楽
|   | 曲名             | アーティスト             | 備考                                                                                       |
| - | ---------------- | ------------------------ | ------------------------------------------------------------------------------------------ |
| 1 | Sweet Agnes      | 高中正義                 | 主題歌。                                                                                   |
| 2 | Mover            | ジョニー・ホークスワース |                                                                                            |
| 3 | OH! TENGO SUERTE | 高中正義                 | アルバム『SEYCHELLES』の収録曲。                                                           |
| 4 | Boulmich Bossa   | ヤンコ・ニロヴィック     |                                                                                            |
| 5 | Wind Bag         | ジェリー・メンゴ         |                                                                                            |
| 7 | トーキョーレギー | 高中正義                 | アルバム『SEYCHELLES』の収録曲。                                                           |
| 8 | TROPIC BIRDS     | 高中正義                 | アルバム『SEYCHELLES』の収録曲。東映映画のオープニング映像やエンドロールにも使われている。 |

8ミリフイルム版
|   | 曲名             | アーティスト |
| - | ---------------- | ------------ |
| 1 | Sweet Agnes      | 高中正義     |
| 2 | OH! TENGO SUERTE | 高中正義     |
| 3 | TROPIC BIRDS     | 高中正義     |

- 高中正義のアグネス・ラムぐるいは仲間うちで知られており[8]、知り合いのツテでアグネスに会えるという話が出るや、アルバム『SEYCHELLES』のレコーディング中であったにもかかわらず、仕事を一時中断、大ハシャギでハワイに行き、アグネスと2時間話ができた。帰国後もアグネスにのぼせ上げ、シングル「Sweet Agnes」を製作し、本作の音楽を担当するに至った[8]。
- 高中の楽曲以外に、ライブラリー・ミュージックも使用されている。
- 南国気分を強引に盛り上げる高中の主題歌「Sweet Agnes」は静かな人気があり[5]、1979年の長谷川和彦監督『太陽を盗んだ男』、西村潔監督の『黄金のパートナー』でも要所に使用されている[5]。
- 主題歌である「SWEET AGNES」のシングルジャケット写真は、アグネスが写った画像が使用されている。

## 備考
アグネス・ラムはグラビア撮影ではすべてノーメイク。本作もノーメイクである。
1980年代に大作一本立て映画が増える以前の1970年代までは、映画は二本立てが基本であったため、日本のプログラムピクチャーには、番組を多彩に見せるための添え物的な短編・中編映画が即製で製作されることも多かった。本作の監督・三堀篤は『新幹線大爆破』の添え物作品『ずうとるび 前進!前進!大前進!!』や、1976年夏の東映まんがまつり用『山口さんちのツトム君』などを撮った後、プロデューサーに転向している。三堀はアグネスの印象について「純朴で、恥ずかしがり屋さん。健康美が全てです。欲を言えばもう少し若さがあって欲しい」と話した。
アグネス・ラムが最初に来日したのは1975年3月末で、この時は小さな仕事しか獲得できず。日本に居住して仕事を続けることを大西一興(のち、スペースクラフト代表)から説得されたが、寒さが苦手でホームシックもあってこれを拒否し、ハワイを拠点に活動するという条件で帰国した。人気が爆発したのは同年11月にライオン油脂の「エメロン・ミンキー・トリートメント」のCMに起用されてからで、以降、多くの雑誌の表紙やグラビアを飾り、1976年夏には大手企業十数社がCMに起用するまでになった。二度目の来日だった1976年11月にはマスメディアも大きく取り上げ、ファンも殺到し大きな騒動になった。本作『太陽の恋人 アグネス・ラム』が撮影されたのは1976年であるが、劇中、アグネスがインタビューに答えるシーンがあり、「あなたのことを熱心に応援してくれる日本のファンの皆さまへメッセージをお願いします」と聞かれ「将来日本に行けたらうれしいのですが、行けないときには是非皆様が、ハワイに来て戴きたいと思います」と、まだ日本に行ったことがないという体で話す。

## 興行形態と成績
1976年の東映は『トラック野郎シリーズ』と『まんがまつり』以外は不振番組が続き、同年7月、シビレを切らした岡田茂東映社長が自ら陣頭に立ち、実録ものをさらにドギツク、リアルにした"ドキュメンタリー・ドラマ路線"の新設を打ち出し、「洋画のヒット作の趨勢と呼応する"話題性"を軸にした"見世物映画"を香具師の精神で作品を売っていく」と宣言した。岡田社長肝いり路線の第一弾が『沖縄やくざ戦争』と『徳川女刑罰絵巻 牛裂きの刑』の二本立てで、第二弾が岩城滉一主演の「暴走族シリーズ」第4弾『爆発! 750cc族』と舘ひろし主演の『男組 少年刑務所』の二本立てだったが、これが先の新路線とは傾向の違う"青春路線"だったため、この二本立ての興行不安から岡田社長が急遽、公開予定のなかった、本作『太陽の恋人 アグネス・ラム』を付け、三本立てで公開した。東映としてはアグネスのボインの神通力に期待した。しかし不良性感度と純情派の同居が思わしくなく、結果、興行は振るわず。岡田は「これは所詮うちのカラーに合わん。勝負に出たのが狂った」と述べている。

## 同時上映
『爆発! 750cc族』
- 監督 - 小平裕 / 主演 - 岩城滉一

『男組 少年刑務所』
- 監督 - 岡本明久 / 主演 - 舘ひろし

## 映像ソフト
1970年代当時の岡田茂東映社長が8ミリフイルムによるホームシアター化を推進していたため、「富士フィルム東映8ミリ映画劇場」のタイトルの一つとして1970年代に8ミリフイルムとして発売されている（東映ビデオ#1970年代）。ビデオテープが発売されたかについては不明。2003年3月にはエポック社から、54枚の写真カード等を付けて限定500個を謳いDVDとして発売された。高中のミュージック・ビデオ『Go-On』にも映像が登場している。その後、2011年10月21日発売の「復刻! 東映まんがまつり 1974年夏」において初DVD化されている。